# Katarina Lazović
Katarina Lazović, född 12 september 1999 i Belgrad, är en serbisk volleybollspelare.
Lazović började sin karriär i ŽOK Vizura, med vilka hon debuterade i Superliga säsongen 2014-2015. Hon stannade kvar i klubben under fem år och blev under denna tiden serbisk mästare fyra gånger, serbisk cupmästare två gånger och serbisk supercup-mästare fyra gånger. Under 2014 debuterade hon i Serbiens U19-landslag som tog guld vid U19-EM 2014. Följande år deltog hon med U18-landslaget och tog åter silver, medan hon 2016 tog silver i U19-EM. Samma år, 2016, debuterade hon i seniorlandslaget. Med seniorlaget har hon vunnit guld vid EM 2019, silver vid EM 2021, guld vid VM 2022 och silver vid EM 2023.
På klubbnivå gick hon över till den polska klubben ŁKS Łódź inför säsongen 2019-2020. Efter två år i klubben gick hon 2021 över till Unione Sportiva Pro Victoria Pallavolo Monza.